# Juri Petrowitsch Wlassow
Juri Petrowitsch Wlassow (russisch Юрий Петрович Власов; * 5. Dezember 1935 in Makejewka, Ukrainische SSR, heute Makijiwka, Ukraine; † 13. Februar 2021 in Moskau) war ein sowjetischer Gewichtheber.

## Werdegang
Juri Wlassow war von 1946 bis 1953 Kadett an der Suworow-Militärschule in Saratow und erhielt dort eine gute sportliche Allgemeinausbildung im Boxen, Schwimmen, Leichtathletik und Geländespielen. Anschließend studierte er bis 1959 an der Flugingenieur-Akademie in Moskau. Das Studium schloss er als Ingenieur-Oberstleutnant ab. 1954 erhielt er an der Akademie erste Kontakte zum Gewichtheben und fing damit an, selbst Gewichte zu stemmen. Sein erster Trainer war S. Bogdasarow. Seine Anfängerleistungen waren bei einem Körpergewicht von 90 kg: 80 kg im Drücken, 75 kg im Reißen und 95 kg im Stoßen. Im Dezember 1955 war er bereits bei 430 kg und im Sommer 1957 bei 462,5 kg im olympischen Dreikampf angelangt. Auf der nationalen Bühne machte er 1958 bei den UdSSR-Meisterschaften, bei denen er den 3. Platz im Schwergewicht belegte, auf sich aufmerksam. Von da an ging es rasch bergauf. Bereits im nächsten Jahr wurde Wlassow erstmals Weltmeister und 1960 Olympiasieger. Ebenfalls 1960 wurde er von der polnischen Presseagentur Polska Agencja Prasowa (PAP) zu Europas Sportler des Jahres gekürt.
Insgesamt dauerte seine erfolgreiche Laufbahn bis 1964. Seine beste Leistung erzielte er nach der Niederlage bei den Olympischen Spielen 1964 gegen Leonid Schabotinski am 3. September 1964 in Podolsk mit 580 kg. 1965 und 1966 bestritt er keine Wettkämpfe.
1967 versuchte er ein Comeback, das aber nicht gelang. Wlassow trat daraufhin endgültig zurück. Viele Jahre später nahm er zum Gewichtheben im Speziellen und zum Sport im Allgemeinen eine distanzierte Haltung ein. Er beschäftigte sich nunmehr mit Literatur, schrieb Skizzen, Novellen und Erzählungen. Dabei war er offenbar auch sehr erfolgreich. Dem Journalisten Curt Riess teilte er in einem Interview Ende der 1960er Jahre u. a. mit, dass sich von seinem Buch „Heller Augenblick“ mehr als 400.000 Exemplare verkauft hätten.
In den 1980er Jahren wurde er Präsident des sowjetischen Gewichtheber-Verbandes und nahm eine kritische Anti-Dopinghaltung ein. Er erklärte, dass Gewichtheberrekorde ohne Anabolika nicht mehr möglich seien und dass der Preis für die Sportler zu hoch sei. In den 1990er-Jahren war Wlassow mehrere Jahre lang auch in der Politik tätig: Von 1989 bis 1991 war er Volksdeputierter der UdSSR und von 1993 bis 1995 Duma-Abgeordneter. Dabei trat er strikt gegen die Reformpolitik Jelzins auf. 1996 kandidierte er bei den Präsidentschaftswahlen, erhielt dabei jedoch nur 0,2 % der Wählerstimmen.

### Internationale Erfolge
(OS = Olympische Spiele, WM = Weltmeisterschaft, EM = Europameisterschaft)
- 1958, 1. Platz, Militär-Spartakiade der Warschauer-Pakt-Staaten, mit 480 kg, vor Cazan, Rumänien, 430 kg und Kurt Stemplinger, DDR, 375 kg;
- 1959, 1. Platz, WM in Warschau, mit 500 kg, vor James Bradford, USA, 492,5 kg und Ivan Vesselinov, Bulgarien, 455 kg;
- 1960, 1. Platz, EM in Mailand, mit 500 kg, vor Vesselinov, 460 kg und Alberto Pigaiani, Italien, 445 kg;
- 1960, Goldmedaille, OS in Rom, mit 537,5 kg, vor Bradford, 512,5 kg und Norbert Schemansky, USA, 500 kg;
- 1961, 1. Platz, WM in Wien, mit 525 kg, vor Ronald Zirk, USA, 475 kg und Eino Mäkinen, Finnland, 462,5 kg;
- 1962, 1. Platz, WM in Budapest, mit 540 kg, vor Schemansky, 537,5 kg und Gary Gubner, USA, 497,5 kg;
- 1963, 1. Platz, WM in Stockholm mit 552,5 kg, vor Schemansky und Leonid Schabotinski;
- 1964, 1. Platz, EM in Moskau, mit 562,5 kg, vor Károly Ecser, Ungarn, 490 kg und Serge Reding, Belgien, 452,5 kg;
- 1964, Silbermedaille, OS in Tokio, mit 570 kg, hinter Schabotinski, 572,5 kg und vor Schemansky, 537,5 kg und Gubner, 512,5 kg.

### UdSSR-Meisterschaften
- 1958, 3. Platz, mit 470 kg, hinter Alexei Medwedew, 505 kg und Jewgeni Nowikow, 480 kg;
- 1959, 1. Platz, mit 495 kg, vor Nowikow, 457,5 kg und Romasenko, 455 kg;
- 1960, 1. Platz, mit 510 kg, vor Medwedew, 490 kg und Vilkovic, 462,5 kg;
- 1961, 1. Platz, mit 550 kg, vor Schabotinski, 500 kg und Vilkovic, 485 kg;
- 1962, 1. Platz, mit 522,5 kg, vor Schabotinski, 512,5 kg und Vilkovic, 475 kg;
- 1963, 1. Platz, mit 542,5 kg, vor Schabotinski, 530 kg.

### Weltrekorde
(alle im Schwergewicht)
im beidarmigen Drücken:
- 186 kg, 1959 in Moskau,
- 188,5 kg, 1962 in Tiflis,
- 190,5 kg, 1963 in Wien,
- 192,5 kg, 1963 in Podolsk,
- 196 kg, 1964 in Podolsk,
- 197,5 kg, 1964 in Tokio,
- 199 kg, 1967 in Moskau.

im beidarmigen Reißen:
- 151,5 kg, 1959 in Leningrad,
- 153 kg, 1959 in Warschau,
- 155,5 kg, 1960 in Leningrad,
- 163 kg, 1961 in Dnepropetrowsk,
- 169 kg, 1964 in Moskau,
- 170,5 kg, 1964 in Podolsk,
- 172,5 kg, 1964 in Tokio.

im beidarmigen Stoßen:
- 197,5 kg, 1959 in Leningrad,
- 202 kg, 1960 in Rom,
- 205 kg, 1960 in Kislowodsk,
- 206 kg, 1961 in London,
- 208 kg, 1961 in Schwedt,
- 210,5 kg, 1961 in Dnepropetrowsk,
- 211 kg, 1962 in Oulu,
- 212,5 kg 1963 in Stockholm,
- 215,5 kg, 1964 in Podolsk.

im olympischen Dreikampf:
- 537,5 kg, 1960 in Rom,
- 550 kg, 1961 in Dnepropetrowsk,
- 552,5 kg, 1963 in Stockholm,
- 557,5 kg, 1964 in Podolsk,
- 562,5 kg, 1964 in Moskau,
- 580 kg, 1964 in Podolsk.